# Beerbach (Modau)
Der Beerbach ist ein 8,7 km langer, linker Zufluss der Modau, der durch Ober-Beerbach und Nieder-Beerbach im hessischen Landkreis Darmstadt-Dieburg und in der kreisfreien Stadt Darmstadt fließt. Der Bach wird, wie ein rechtsseitiger Oberlauf-Zufluss, auch Mordach genannt.

## Name
Seinen Namen erhielt der Bach wahrscheinlich nach den Bären, die in diesem Tal lebten.

## Geographie

### Verlauf
Der Beerbach verläuft im Vorderen Odenwald und im Naturpark Bergstraße-Odenwald. 

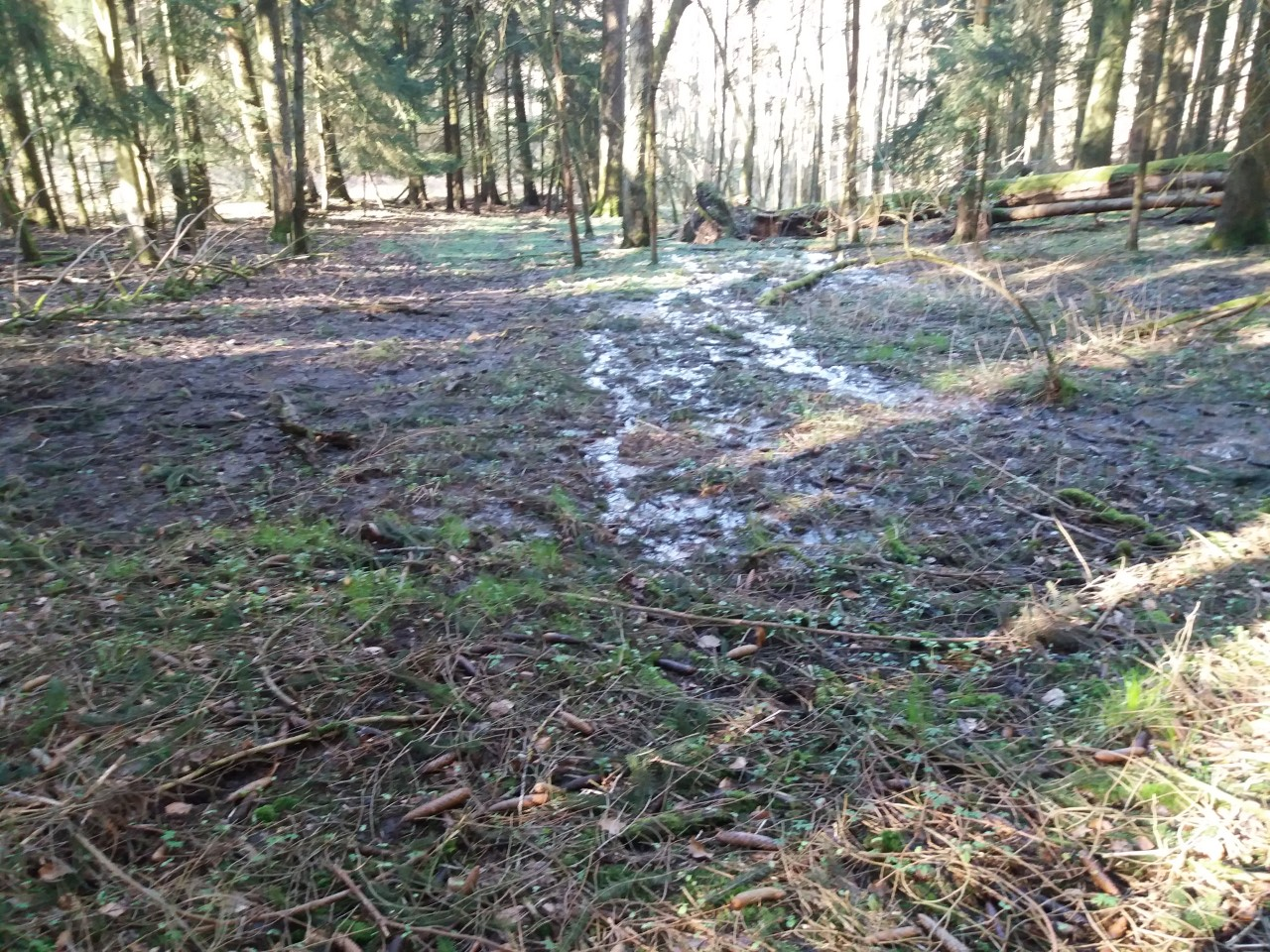
Beerbachquelle: Austritt des Wassers am Hang

Seine Quelle liegt östlich von Steigerts auf dem Nordosthang des Berges Auf dem Steigerts (439 m ü. NHN) auf 370 m Höhe.
Der überwiegend nordwärts entlang der Landesstraße 3098 fließende Beerbach verläuft im Oberlauf durch Ober-Beerbach, einen Ortsteil von Seeheim-Jugenheim, und im Mittellauf – östlich vom Langenberg (ca. 430 m) – durch Nieder-Beerbach, einen Ortsteil von Mühltal. Anschließend passiert der Bach den Mühltaler Weiler In der Mordach und sein mündungsnaher Unterlauf fließt entlang der östlichen Außengrenze des Landschaftsschutzgebiets Stadt Darmstadt (CDDA-Nr. 378691; 2004 ausgewiesen; 71,2155 km² groß).
Schließlich mündet der Beerbach etwas nach Unterqueren der Bundesstraße 426 zwischen der Neuen Bohlenmühle und der Engelsmühle an der südlichen Stadtgrenze von Darmstadt auf einer Höhe von etwa 147 m ü. NN in den dort etwa von Osten heran fließenden Rhein-Zufluss Modau. 
Der Mündung nördlich gegenüber steht die Koppenmühle, und etwas modauabwärts liegt Darmstadt-Eberstadt.
Sein etwa 11,99 km langer Lauf endet ungefähr 223 Höhenmeter unterhalb seiner Quelle, er hat somit ein mittleres Sohlgefälle von etwa 26 ‰.

### Einzugsgebiet
Das Einzugsgebiet des Beerbachs liegt im Vorderen Odenwald und ist 11,99 km² groß. Es wird über den Modau und den Rhein zur Nordsee entwässert.
Es grenzt
- im Osten an das der Modauzuflüsse Waschenbach und Neutscher Bach
- im Südosten an das des Bachs vom Klossebrünnchen und an das des Bachs von der Dimpelswiese, beide Zuflüsse der Modau
- im Süden an das des Dietzenbach, einem Zufluss des Wurzelbachs, der gleichfalls in die Modau mündet
- im Südwesten an das des Bachs von Wallhausen, einem Zufluss des Stettbachs
- und im Westen an das des Elsbachs

### Zuflüsse
Zu seinen Zuflüssen und Mühlkanälen gehören bachabwärts betrachtet (laut im Tabellenkopf genannten Einzelnachweisen):
| Name | Seite  | Länge (km) | Quell-          | Mündungs-       | Mündungs- ort (Lage) | Mü-Stat. (km) | GKZ        |
| Name | Seite  | Länge (km) | höhe (m ü. NHN) | höhe (m ü. NHN) | Mündungs- ort (Lage) | Mü-Stat. (km) | GKZ        |
| --- | ------ | ---------- | --------------- | --------------- | -------------------- | ------------- | ---------- |
| Bach am Grubenberg                                                                                           | rechts | 0,40       | 359             | 325             | Ober-Beerbach (o)    | 8,10          | 239624-12  |
| Bach an der Kreisstraße 144                                                                                  | links  | 0,35       | 345             | 307             | Ober-Beerbach (i)    | 7,50          | 239624-14  |
| Bach an der Ernsthöfer Straße                                                                                | rechts | 1,15       | 357             | 295             | Ober-Beerbach (i)    | 7,30          | 239624-16  |
| Bach von der Neutscher Höhe                                                                                  | rechts | 1,80       | 335             | 245             | Nieder-Beerbach (o)  | 5,10          | 239624-18  |
| Bach vom Breitenloh                                                                                          | rechts | 0,90       | 249             | 195             | Nieder-Beerbach (u)  | 2,80          | 239624-912 |
| Oberer Bach vom Schloßberg                                                                                   | links  | 0,60       | 250             | 193             | Nieder-Beerbach (u)  | 2,65          | 239624-914 |
| Unterer Bach vom Schloßberg                                                                                  | links  | 0,80       | 250             | 189             | Nieder-Beerbach (u)  | 2,25          | 239624-916 |
| Mühlgraben (Mühlkanal)                                                                                       | rechts | 0,35       | 182             | 181             | In der Mordach (o)   | –             | ?          |
| Mordach (Bach vom Kirschberg)                                                                                | rechts | 0,70       | 210             | 177             | In der Mordach (b)   | 1,85          | 239624-992 |
| Mühlgraben (Mühlkanal)                                                                                       | links  | 0,25       | 155             | 152             | In der Mordach (u)   | 0,53          | 239624-994 |
| Mühlgraben (Mühlkanal)                                                                                       | rechts | 0,35       | 151             | ?               | Beerbach-Mündung (n) | 0,10          | 239624-996 |
| Abkürzungen (Lage): o = oberhalb, u = unterhalb des Mündungsortes; i = im, b = beim, n = nahe am Mündungsort |        |            |                 |                 |                      |               |            |

## Mühlen
Am Beerbach befinden sich folgende ehemalige Mühlen (bachabwärts betrachtet):
- Krämersmühle
- Waldmühle
- Zehenmühle
- Glashüttenmühle (heute: Haus Burgwald)
- Frankenberger Mühle
- Waldmühle
- Neue Bohlenmühle
- Engelsmühle